# Ситдиков, Марат Рустемович
Марат Рустемович Ситдиков (23 июля 1991, Казань, СССР) — российский футболист, защитник клуба «Нефтехимик».

## Карьера
Воспитанник «Рубина». Начинал свою карьеру во второй команде. В 2010 году был зачислен в основу, однако за «Рубин» выступал только в молодёжном первенстве. На правах аренды выступал за фарм-клуб «Рубина» «Нефтехимик» и за «Рубин-2».
Сезон 2015/16 начинал в смоленском «Днепре». Зимой уехал в Казахстан, где подписал контракт с клубом Премьер-лиги «Актобе».